# John Carter vom Mars

John Carter vom Mars

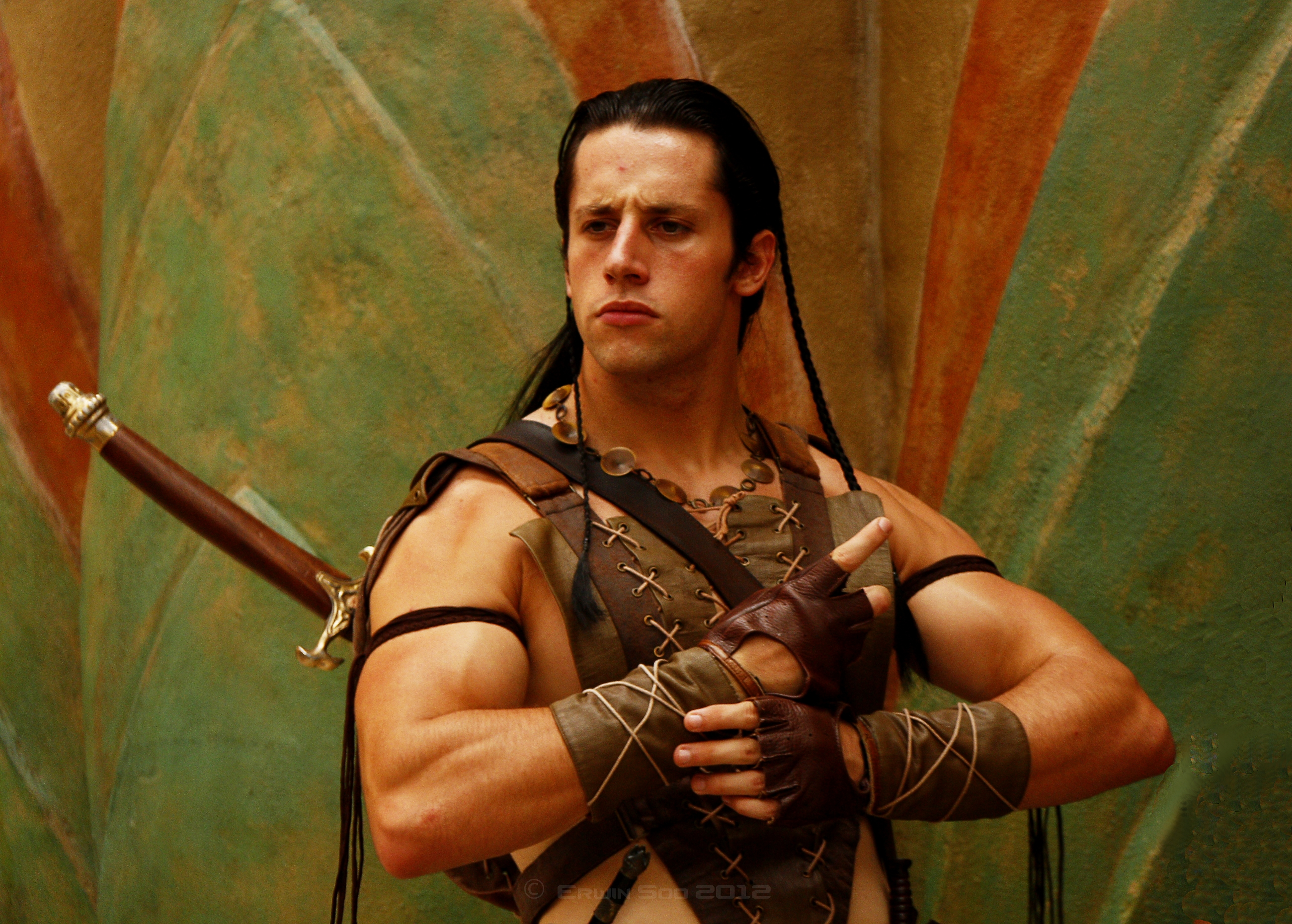
Cosplayer verkleidet als John Carter vom Mars

Die Saga um John Carter vom Mars bzw. der Barsoom- oder Mars-Zyklus ist eine der bekanntesten und auch beliebtesten Science-Fiction-Buchreihen des Tarzan-Autors Edgar Rice Burroughs. In den USA erfreute sich die 28-bändige Comicserie „John Carter - Warlord of Mars“ von Marvel Comics großer Beliebtheit. Weiterhin erschienen dort drei Jahrbücher. Das Gesamtwerk ist seit einiger Zeit als S/W-Paperback erhältlich. Seit 2010 erscheinen nun auch bei Dynamite wieder Comics unter dem Titel „Warlord of Mars“. Bisher wurden noch nicht alle Comics auf Deutsch übersetzt.

## Handlung

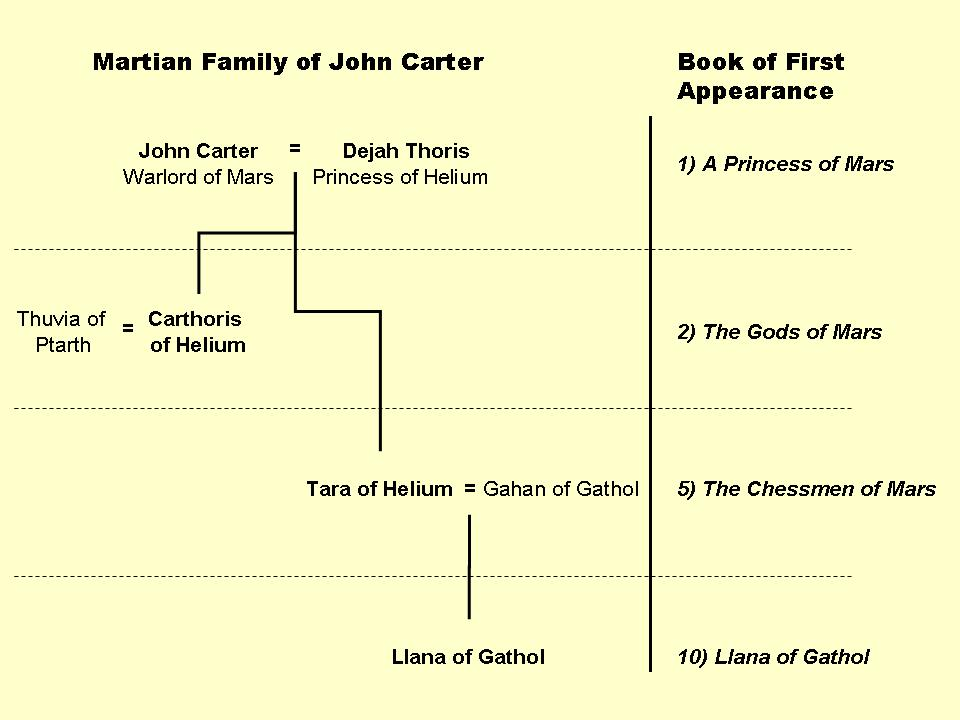
John Carters Familie auf dem Mars

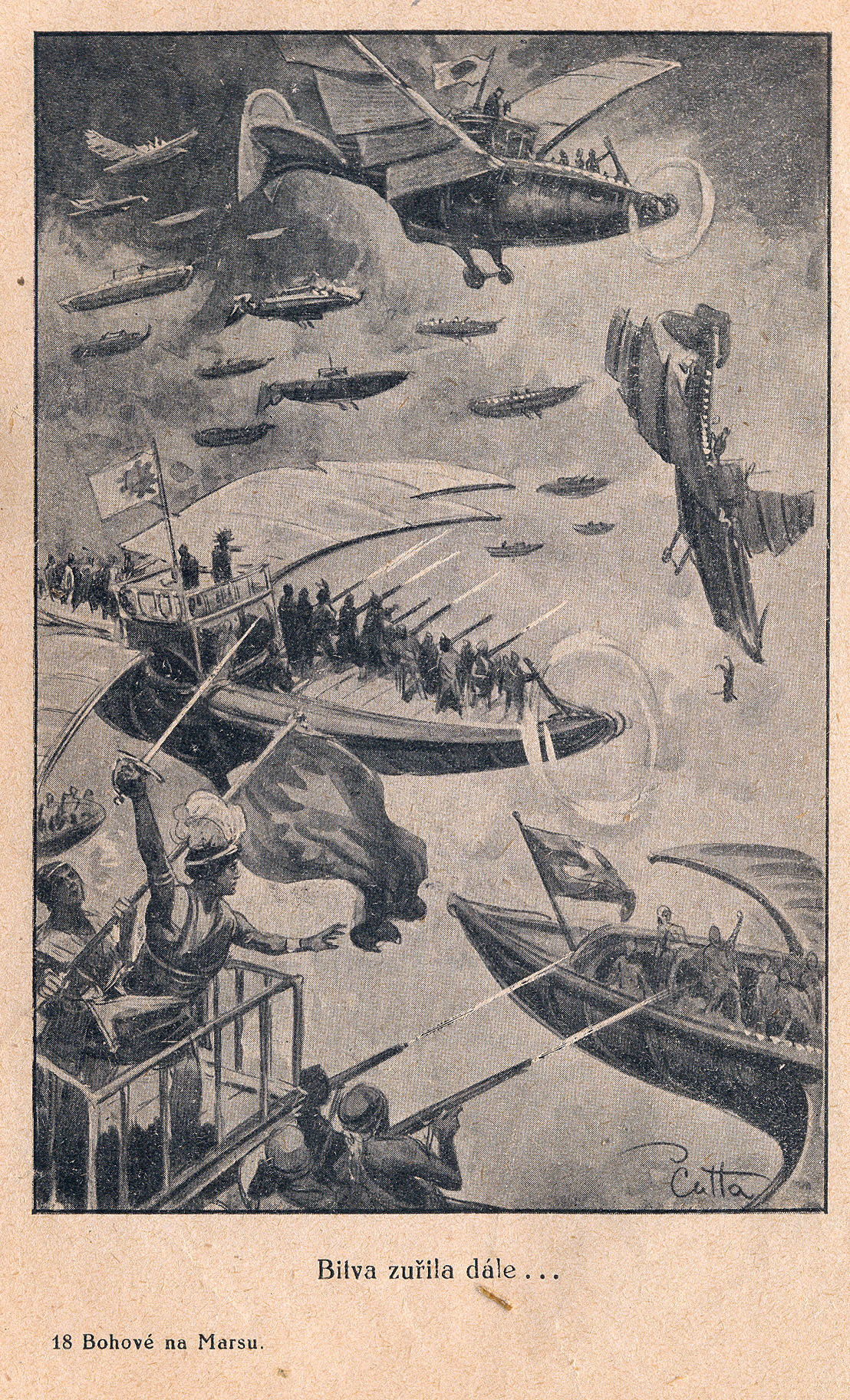
Ein Luftkampf auf Barsoom

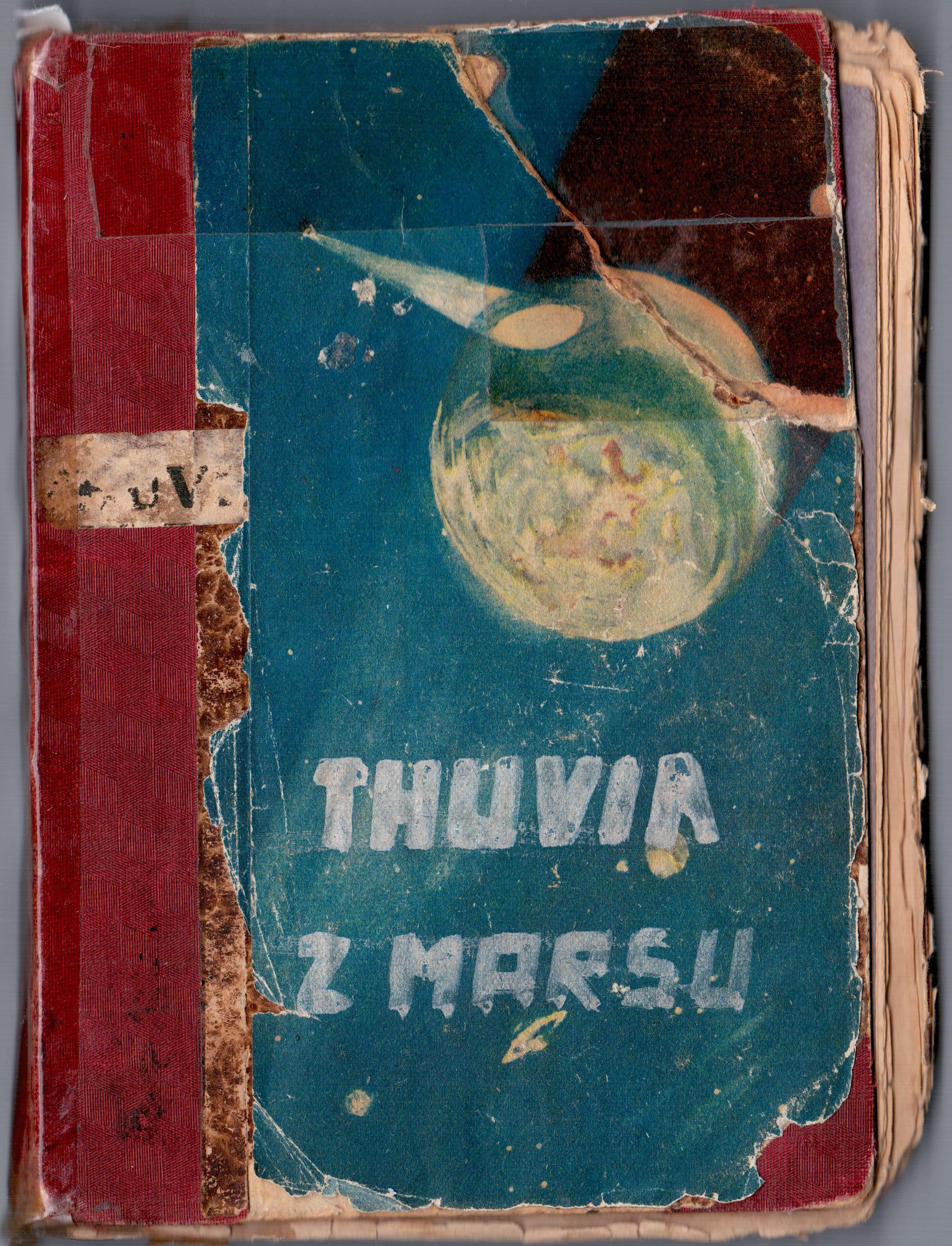
Tschechisches Buchcover von Thuvia, das Mädchen vom Mars

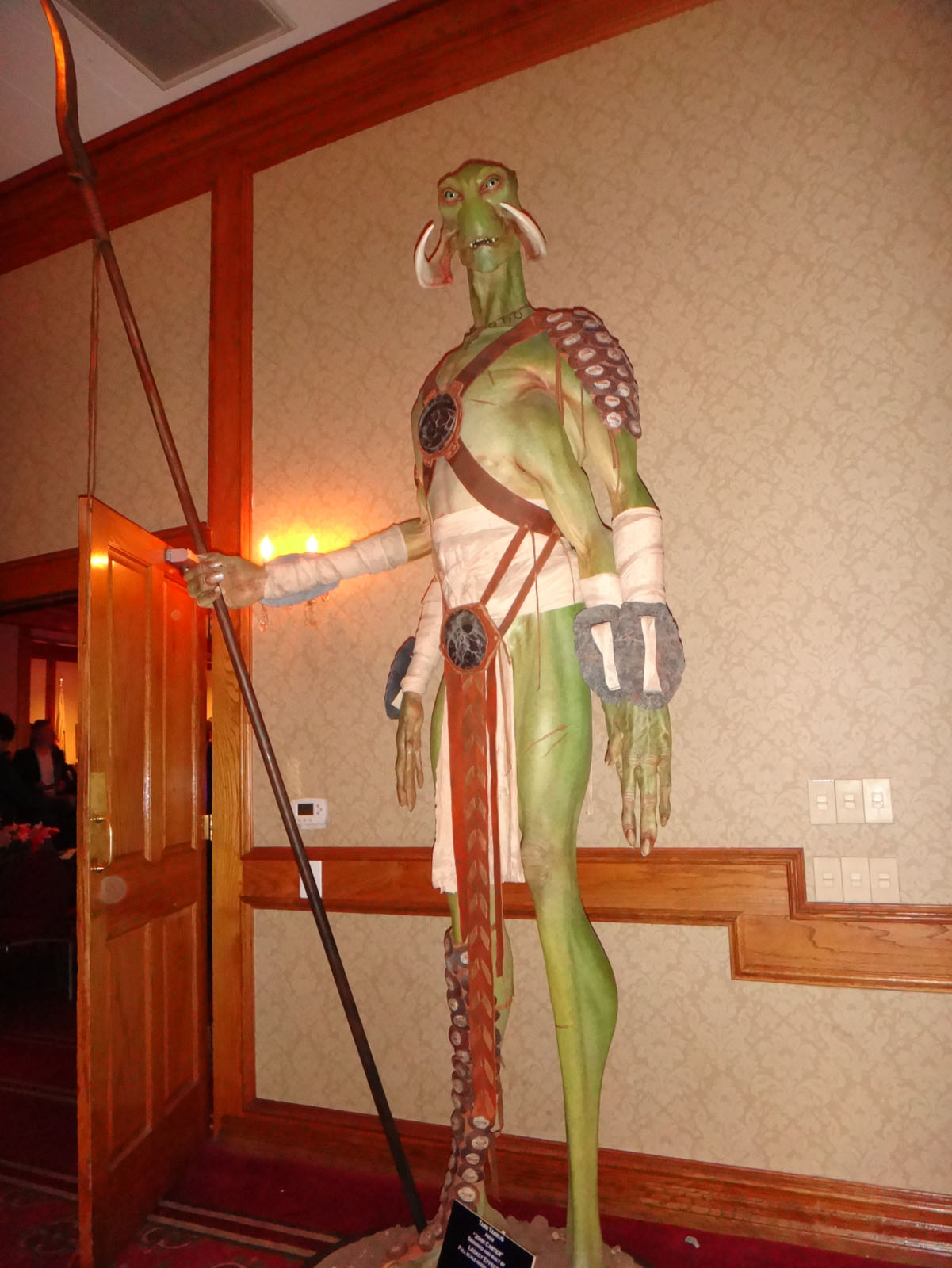
Grüner Marsianer (Thark) aus John Carter vom Mars

John Carter ist der Held einer fünfzehn Geschichten umfassenden Serie, die heute in insgesamt elf Büchern vollständig vorliegt. Nach dem Amerikanischen Bürgerkrieg begibt sich Hauptmann John Carter mit einem Freund auf Goldsuche. Gegen 1866 führt sie ihr Weg nach Arizona, wo sie in einen Hinterhalt der Apachen geraten. Während sein Freund getötet wird, kann sich John Carter in einer geheimnisvollen Höhle verstecken, wo er in eine Art Starrkrampf verfällt. Als er wieder zu sich kommt, befindet er sich in einer fremdartigen, bizarren Landschaft. Schnell wird ihm klar, dass er nicht mehr auf der Erde sein kann. Eine mystische Kraft hat ihn auf den Mars, den seine Bewohner Barsoom nennen, transportiert. Schon bald trifft er auf grüne Marsianer, riesige vierarmige Monster, denen er sich aber, dank der geringeren Schwerkraft des Planeten, überlegen zeigt. John Carter erkennt, dass der Planet ein sterbender ist. Überall findet er Reste alter Hochkulturen, die nicht von den jetzigen Bewohnern geschaffen wurden. Die Meere sind teilweise ausgetrocknet und der Sauerstoff muss künstlich erzeugt werden. Trotzdem gibt es ein mannigfaltiges Leben. Neben den grünen gibt es auch noch rote, weiße, schwarze und gelbe Marsianer, die in ständiger Feindschaft miteinander leben und sich gegenseitig bekriegen. Bald darauf begegnet John Carter der Prinzessin Dejah Thoris, einer Vertreterin des roten Volkes, welches den Menschen am ähnlichsten ist. Gemeinsam mit ihr und anderen neuen Freunden erkundet er den Mars, wobei er allerlei fantastische und aufregende Abenteuer erlebt.

## Bibliografie
Romane
- 1 Under the Moons of Mars (6 Teile in: The All-Story, February 1912 ff.; auch: A Princess of Mars, 1917; auch: Carter of the Red Planet, 1929; auch: The Princess of Mars, 2006)
  - Deutsch: 
    - Eine Mars-Prinzessin: Dreiundvierzig Millionen Meilen von der Erde. Dieck & Coin, 1925.
    - Die Prinzessin vom Mars. Übersetzt von Leni Sobez. Williams John Carter #1, 1972, ISBN 3-8071-0020-2.
    - Die Prinzessin vom Mars. Übersetzt von Franziska Willnow. Kranichborn, 1996, ISBN 3-930040-41-7.
    - Eine Prinzessin vom Mars. Übersetzt von Gabriele C. Woiwode. Apex, 2019, ISBN 978-3-7485-7490-3.
- 2 The Gods of Mars (5 Teile in: The All-Story, January 1913 ff.; auch: Gods of Mars, 1975)
  - Deutsch: 
    - Die Götter des Mars. Übersetzt von Leni Sobez. Williams John Carter #2, 1972, ISBN 3-8071-0007-5.
    - Die Götter des Mars. Übersetzt von Franziska Willnow. Kranichborn, 1996, ISBN 3-930040-42-5.
    - Die Götter des Mars. Übersetzt von Gabriele C. Woiwode. Apex, 2019, ISBN 978-3750203631.
- 3 The Warlord of Mars (4 Teile in: The All-Story, December 1913 ff.; auch: Warlord of Mars, 1973; auch: Warlords of Mars, 2011)
  - Deutsch: 
    - Der Kriegsherr des Mars. Übersetzt von Leni Sobez. Williams John Carter #3, 1972, ISBN 3-8071-0019-9.
    - Der Kriegsherr des Mars. Übersetzt von Gabriele C. Woiwode. Apex, 2019, ISBN 3750243077.
- 4 Thuvia, Maid of Mars (3 Teile in: All-Story Weekly, April 8, 1916 ff.; auch: Thuvia--Maid of Mars, 1982)
  - Deutsch: 
    - Thuvia, das Mädchen vom Mars. Übersetzt von Leni Sobez. Williams John Carter #4, 1973, ISBN 3-8071-0034-2.
    - Thuvia : Das Mädchen vom Mars. Kranichborn, 1996, ISBN 3-930040-44-1.
    - Thuvia, das Mädchen vom Mars. Übersetzt von Gabriele C. Woiwode. Apex, 2019, ISBN 978-3750254909.
- 5 Chessmen of Mars (7 Teile in: Argosy All-Story Weekly, February 18, 1922 ff.; auch: The Chessmen of Mars)
  - Deutsch: 
    - Die Schachfiguren des Mars. Kranichborn, 1997, ISBN 3-930040-45-X.
    - Die Schachfiguren des Mars. Übersetzt von Gabriele C. Woiwode. Apex, 2019, ISBN 978-3750260542.
- 6 The Master Mind of Mars (1927; auch: The Mastermind of Mars, 1963)
  - Deutsch: 
    - Der Großmeister vom Mars. Kranichborn, 1997, ISBN 3-930040-46-8.
    - Das Genie des Mars. Übersetzt von Gabriele C. Woiwode. Apex, 2020, ISBN 978-3752942637.
- 7 A Fighting Man of Mars (6 Teile in: The Blue Book Magazine, April 1930 ff.)
  - Deutsch: 
    - Ein Kämpfer vom Mars. Kranichborn, 1997, ISBN 3-930040-47-6.
    - Ein Krieger vom Mars. Übersetzt von Gabriele C. Woiwode. Apex, 2020, ISBN 978-3752988819.
- 8 Swords of Mars (6 Teile in: The Blue Book Magazine, November 1934 ff.)
  - Deutsch: 
    - Die Schwerter des Mars. Kranichborn, 1997, ISBN 3-930040-48-4.
    - Die Schwerter des Mars. Übersetzt von Gabriele C. Woiwode. Apex, 2022, ISBN 978-3-7565-1542-4.
- 9 Synthetic Men of Mars (1938; auch: The Synthetic Men of Mars, 1939)
  - Deutsch: 
    - Die Kunstmenschen des Mars. Kranichborn, 1997, ISBN 3-930040-49-2.
- 10 Llana of Gathol (1948)
  - Deutsch: 
    - Llana von Gathol. Kranichborn, 1997, ISBN 3-930040-50-6.
- 11 John Carter of Mars: The Collection (1941)
  - Deutsch: 
    - John Carter vom Mars. Kranichborn, 1997, ISBN 3-930040-51-4.

Kurzgeschichten und Sonstiges
- Glossary (1920, in: Edgar Rice Burroughs: Thuvia, Maid of Mars; auch: A Glossary of Names and Terms Used in the Martian Books, 1962; auch: A Glossary of Names and Terms Used in ERB’s Martian Books, 2012; auch: A Glossary of Names and Terms Used in the Martin Books, 1963)
- John Carter of Mars (1940; mit John Coleman Burroughs)
- Black Pirates of Barsoom (in: Amazing Stories, June 1941)
- The City of Mummies (in: Amazing Stories, March 1941)
- Invisible Men of Mars (in: Amazing Stories, October 1941)
- John Carter and the Giant of Mars (in: Amazing Stories, January 1941; auch: John Carter and the Giants of Mars, 2007)
- Yellow Men of Mars (in: Amazing Stories, August 1941)
- Skeleton Men of Jupiter (in: Amazing Stories, February 1943)
- Three Martian Novels (Sammelausgabe von 4–6; 1962; auch: Return to Mars, 2004; auch: The Mars Trilogy 2, 2012)
- A Princess of Mars and A Fighting Man of Mars (Sammelausgabe von 1 und 7; 1964)

Sammelausgaben
- Martian Tales of Edgar Rice Burroughs (Sammelausgabe von 1–4; 1981)
- Under the Moons of Mars: The Tales of Barsoom (Sammelausgabe von 1–3; 2003; auch: The Martian Tales Trilogy, 2004; auch: A Princess of Mars / The Gods of Mars / The Warlord of Mars, 2009; auch: Mars Trilogy, 2012; auch: John Carter of Mars Omnibus 1, 2012; auch: The Mars Trilogy, 2012; auch: The Original John Carter Trilogy, 2013; auch: The John Carter Trilogy, 2013; auch: John Carter of Mars Volume 1, 0000; auch: John Carter of Mars: Vol. 1: A Princess of Mars, The Gods of Mars, The Warlord of Mars, 2012)
- Bulk Burroughs: Adventures on Mars (Sammelausgabe von 1–5; 2004; auch: John Carter of Mars: The Collection, 2010; auch: The Mars Chronicles, 2011; auch: John Carter on Mars Collection, 2011; auch: John Carter of Mars: The First Five Novels, 2013; auch: Under the Moons of Mars: The Tales of Barsoom, 2012)
- Men of Mars (Sammelausgabe von 7–9; 2006)
- More Martian Tales (Sammelausgabe von 4 und 5; 2006; auch: John Carter of Mars: Vol. 2, 2012; auch: The Children of Mars, 2013)
- Tales of Mars (Sammelausgabe von 10 und 11; 2007)
- Barsoom Series Complete Collection: 11 Books (13 Novels) of John Carter Fully Illustrated (2012)
- John Carter: The Movie Novelization; Also Includes A Princess of Mars (Sammelausgabe von 2 Romanen; 2012; mit Stuart Moore (Hrsg.))
- Under the Moons of Mars and Carter of the Red Planet (2012)

John Carter of Mars (Leonaur):
- John Carter of Mars Volume 1 (Sammelausgabe von 1 und 2; 2006)
- John Carter of Mars Volume 2 (Sammelausgabe von 3 und 4; 2006)
- John Carter of Mars Volume 3 (Sammelausgabe von 5 und 6; 2007)
- John Carter of Mars Volume 4 (Sammelausgabe von 7 und 8; 2007)
- John Carter of Mars Volume 5 (Sammelausgabe von 9 und 10; 2007)
- John Carter of Mars Volume 6 (2 Erzählungen, 2007)

The Collected John Carter of Mars (Disney Editions):
- The Collected John Carter of Mars Volume 1 (Sammelausgabe von 1–3, 2012)
- The Collected John Carter of Mars Volume 2 (Sammelausgabe von 4–7; 2012)
- The Collected John Carter of Mars Volume 3 (Sammelausgabe von 8–11; 2012)

Nelson Doubleday / SFBC Sammelausgaben:
- 1 The Gods of Mars and The Warlord of Mars (Sammelausgabe von 2 und 3; 1971)
- 2 Thuvia, Maid of Mars and The Chessmen of Mars (Sammelausgabe von 4 und 5; 1973)
- 3 The Master Mind of Mars and A Fighting Man of Mars (Sammelausgabe von 6 und 7; 1974)
- 4 Swords of Mars and Synthetic Men of Mars (Sammelausgabe von 8 und 9; 1975)
- 5 Llana of Gathol and John Carter of Mars (Sammelausgabe von 10 und 11; 1977)

## Verfilmungen
2009 erschien eine Verfilmung namens Princess of Mars von The Asylum, einem Studio, das für billige Kopien bekannter Blockbuster („Mockbuster“) bekannt ist. In diesem Fall wurden Elemente von James Camerons Avatar verwendet, um die leicht an die Buchvorlage angelehnte Geschichte John Carters umzusetzen.
Im März 2012 brachte Disney eine Verfilmung mit dem Originaltitel John Carter – Zwischen zwei Welten in die Kinos.

## Trivia
- Im fünften Band ist die Schachvariante Jetan beschrieben, die auf dem Mars gespielt wird. Aus der Beschreibung im Buch lässt sich das Spiel rekonstruieren und erweist sich als gut spielbare Schachvariante.[1]
- Elemente aus John Carter vom Mars sind auch in anderen bekannten Science-Fiction-Geschichten zu finden. In Folge wird eine Auswahl aufgelistet:
  - Dem Film Avatar – Aufbruch nach Pandora dienten viele Elemente aus dem John-Carter-Universum als Inspiration, wie etwa die Tierwelt, aber auch einige grobe Züge der Handlung. So erhält beispielsweise auch Jake Sully als Avatar einen zweiten Körper. James Cameron äußerte sich 2009 wie folgt: „Mit Avatar wollte ich einen klassischen Abenteuerfilm machen, so wie Edgar Rice Burroughs‘ ‚John Carter of Mars‘“[2]
  - In Tad Williams’ Otherland-Zyklus durchreist die Hauptfigur Paul Jonas innerhalb eines gigantischen VR-Netzwerkes verschiedene „Welten“, darunter im zweiten Band auch eine klar an Burroughs angelehnte Version des Mars.[3]
  - Die von George Lucas erschaffene Star-Wars-Saga, die sich von Flash Gordon inspirieren ließ, enthält viele Elemente aus John Carter. So sind die Titel wie Jed (= König), Jeddak (= Kaiser) und Jeddara (= Kaiserin) oder auch das Visuelle aus Burroughs Büchern. Auch angekettet gegen monströse Wesen kämpfen zu müssen, was in Star Wars: Episode II – Angriff der Klonkrieger erzählt wird, verdankt der Film John Carter.[4]

## Nachahmungen
Eine literarische Würdigung der John-Carter-Geschichten schuf Michael Moorcock, der mit seiner Michael-Kane-Trilogie eine ganz ähnliche Serie schrieb, die er selbst als eine Würdigung für Burroughs betrachtet.
John Carter und der Mars, wie Burroughs ihn schildert, spielen auch zu Beginn des zweiten Bandes von The League of Extraordinary Gentlemen von Alan Moore und Kevin O’Neill eine Rolle.